# Brooklyn Park (Maryland)
Brooklyn Park è un census-designated place (CDP) degli Stati Uniti d'America, situato nello stato del Maryland, nella contea di Anne Arundel.